# Колодяжненський літературно-меморіальний музей Лесі Українки
Колодяжненський літературно-меморіальний музей Лесі Українки (Садиба Косачів, Музей Лесі Українки у Колодяжному) — літературно-меморіальний музей-садиба у с. Колодяжному Ковельського району Волинської області, заснований 1949 р. в садибі, в якій Леся Українка прожила дитячі та юнацькі роки.

## Загальна інформація
В експозиції представлено меморіальні речі Лесі Українки та її родини, прижиттєві видання творів поетеси та її матері — Олени Пчілки, фотографії, речі побуту та етнографії Волині, відтворені фрагменти робочого кабінету і сільської хати.
Музей працює з 9:00 до 17:00.
Вихідні — понеділок, вівторок.
У 1991 р. експозицію оновлено і сьогодні вона складається з таких розділів:
- «Волинськими стежками Лесі Українки»;
- «Колодяжне — колиска Лесиного таланту»;
- "Крізь все житія — до «Лісової пісні»;
- «Історія музею. Трагедія родини Косачів».

## Історія
У травні 1882 р. сім'я Косачів перебралася з Луцька в с. Колодяжне і замешкала у будинку, який у родині звався «великим». Тут народилися молодші сестри та брати Лесі — Оксана, Микола та Ізидора. Діти підростали, тому в 1890 р. на садибі побудували Лесин «білий» будиночок, а в 1896 р. розпочали спорудження «сірого» будинку (в родині його ще називали батьківським).
Косачі дуже любили Колодяжне і не раз у листах до друзів висловлювали свої почуття:
|  | Колодяжне — це, власне, вдома, а решта, то це все так собі — між іншим. Для цілої нашої родини ця квартира (м. Київ, вул. Саксаганського, 97) не була нашим «вдома», вона була раніше в Колодяжному, поки ще цілою родиною ми там жили, а потім то все було тимчасове, випадкове і не своє. |

З Колодяжного Леся Українка давала братові Михайлу настанови щодо створення бібліотечки найкращих творів світової літератури українською мовою, до якої увійшли понад сімдесят імен письменників відповідно до порад і за джерелами, присланими М. Драгомановим, 1890 р. Леся склала курс «Стародавня історія східних народів», і перша збірка її поезій готувалося до друку тут, у Колодяжному.
У лютому 1907 р. Леся востаннє побувала в селі.
Під час Другої світової війни садиба була зруйнована, і музей створено фактично у новому приміщенні.
Політична причина створення Музею — намагання сталінської влади маркувати недавні польські території іменами українських культурних діячів, які, в свою чергу, були громадянами Російської імперії[джерело?].
Спогади про Колодяжненський період в житті Лесі Українки написала її молодша сестра, Ольга Косач-Кривинюк:
Ольга Косач-Кривинюк. Спомини про колодяжнянський період (аудіозапис з фотовізуалізацією): https://www.youtube.com/watch?v=xfe924Raw3U [Архівовано 9 травня 2021 у Wayback Machine.]